# Богдан Хмельницький (вулкан)
Богда́н Хмельни́цький (рос. Богдан Хмельницкий; айн. Chirip; яп. 散布山, ちりっぷさん, Тіріппу-сан, «гора Тіріппу») — діючий вулкан на острові Ітуруп в складі Курильських островів, що знаходиться під контролем Росії.

## Короткі відомості
Вулкан розташований на півострові Чиріп. Разом з вулканом Чиріп, який знаходиться за 4,5 км на північ, утворює окремий вулканічний масив острова.
Вулкан відноситься до ряду потенційно діючих. Висота — 1 585 м. Виверження відомі в 1843 та 1860 роках. Нині вулкан перебуває під впливом процесів сильної ерозії та обривається на захід крутими зсувами висотою 500—600 м.
Молодий кратер знаходиться за 300 м на північний схід та 40 м нижче вершини. Він має діаметр 250—270 м, глибину 30-35 м. В кратері знаходиться воронка останнього виверження діаметром 100 м та глибиною 25 м.
Сучасна вершина являє собою відпрепарований ерозією останець. Фумарольна діяльність проявляється на південно-східному схилі та біля підніжжя гори Горяща Сопка.

## Діяльність
Останнє відоме виверження відбулося в 1860 році.
Сьогодні фумарольна активність спостерігається на південно-східному схилі вулкана. Швидше за все, тектонічні рухи тривають і в даний час, про що свідчать випадкові неглибокі землетруси в районі вулканів і всього півострова, часто фіксовані сусідньою Курильською сейсмостанцією . 

## Дивись також
Проблема Північних територій.
| Японія | Це незавершена стаття з географії Японії. Ви можете допомогти проєкту, виправивши або дописавши її. |

| Росія | Це незавершена стаття з географії Росії. Ви можете допомогти проєкту, виправивши або дописавши її. |